# Хатов, Александр Ильич
Александр Ильич Хатов (Хатов 1-й; 1780—1846) — русский военачальник, генерал от инфантерии (1845), писатель, переводчик, военный топограф, геодезист и картограф.

## Биография
Александр Хатов родился 28 декабря 1780 (8 января 1781) в Санкт-Петербурге. Из дворян Пензенской губернии, сын статского советника Ильи Меркуловича Хатова (1744—1800); брат генерала И. И. Хатова, сестры Мария (01.06.1788) и Анна (06.07.1790).
В 1797 году окончил Первый кадетский корпус, в том же году начал службу в Елецком мушкетерском полку.
Участвовал в Аустерлицком сражении во время Войны третьей коалиции и в Русско-шведской войне 1808—1809 годов, отличился в при осаде Свеаборга.
С 1810 года — начальник и преподаватель фортификации и тактики Училища колонновожатых в Санкт-Петербурге. С 1814 года начальник топографического отделения канцелярии генерал-квартирмейстера. В 1816 г. занимался закупками в Париже книг для библиотеки Военно-топографического депо и квартирмейстерской части. 1 января 1819 года произведён в генерал-майоры. Принимал непосредственное участие в разработке «Условных знаков для употребления на Топографических, Географических и Квартирных Картах и Военных планах», утверждённых начальником Главного штаба в июне 1822 г.
С 1820 года являлся членом Военно-учёного комитета, а с 1829 по 1845 год — начальник его отделения, причём с 1839 года был исполняющим должность директора Военно-учёного комитета. 22 сентября 1829 года получил чин генерал-лейтенанта. С 1823 по 1825 год был исполняющим обязанности генерал-квартирмейстера генерального штаба. В 1831 г. совместно с генералом от инфантерии К. Ф. Толем составил «Правила и руководство при вычерчивании и надписывании карт и планов».
Уволен со службы в 1845 г. с присвоением звания генерала от инфантерии. Одна из его работ, ныне хранящаяся в отделе рукописей Российской государственной библиотеки — рукопись «О Воинской дисциплине», стала с большой долей вероятности, основой для создания в России дисциплинарного устава в российской армии.
Скончался 16 (28) октября 1846 года в Царском Селе.

## Награды
Среди прочих наград Хатов имел ордена:
- Орден Святого Владимира 2-й степени (1822 год)
- Орден Святого Георгия 4-й степени (13 февраля 1823 года, № 3691 по кавалерскому списку Григоровича — Степанова)
- Орден Святой Анны 1-й степени (1840 год, императорская корона к этому ордену пожалована в 1843 году).

## Семья

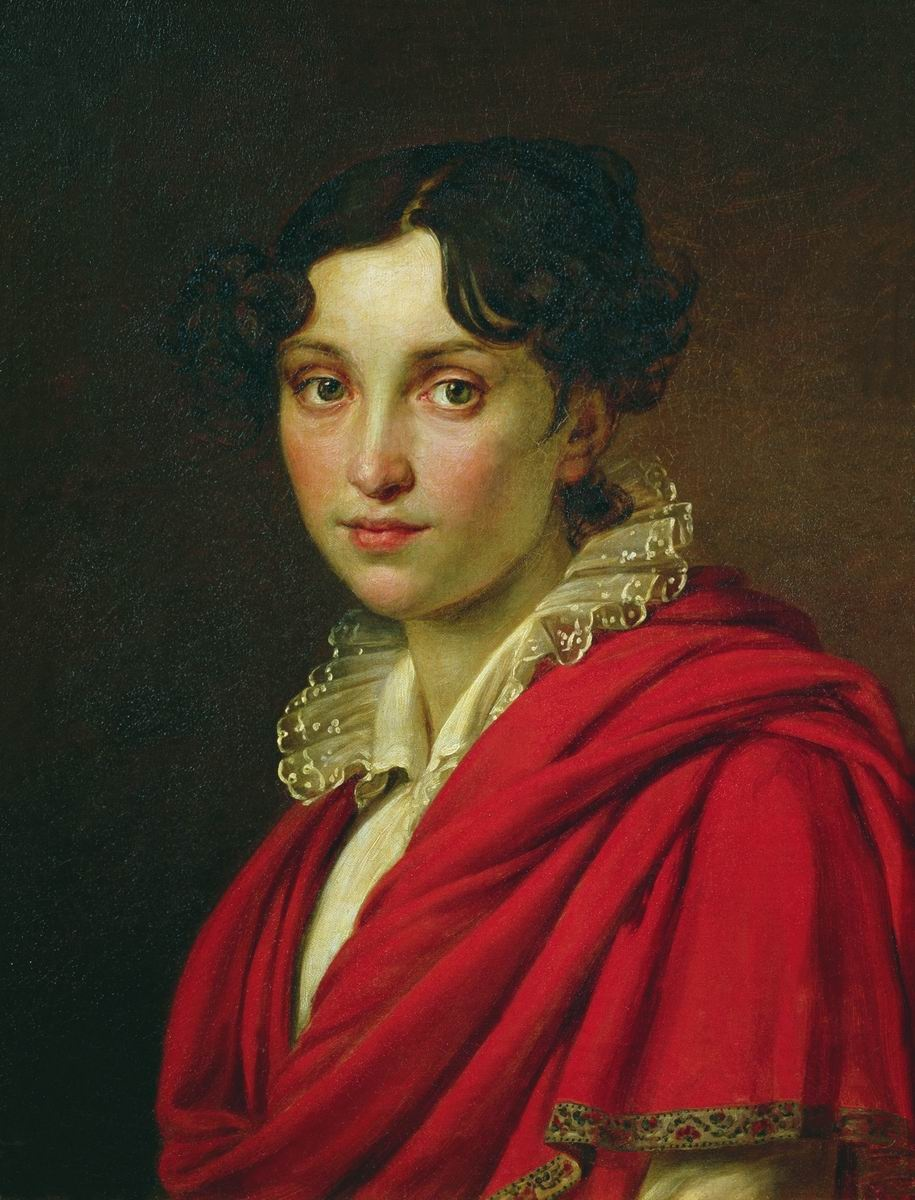
Мария Сергеевна Хатова на портрете Варнека (1824)

Жена — Мария Сергеевна Хатова (1790—12.07.1863), умерла от водянки в Царском Селе,  похоронена на Смоленском кладбище. Их дочь:
- Елизавета Александровна (1817— ? ), фрейлина двора (02.07.1837), замужем (с 02 ноября 1852 года)[8] за Иваном Алексеевичем Ганом (1810— ?), чиновником почтового департамента.

Брат — Иван Ильич Хатов (1785—1875), генерал-лейтенант, военный писатель.

## Картографические работы
Являлся составителем следующих работ:
- 1799 — карта театра войны средней Европы от пределов России до Франции.
- 1804 — атлас Швейцарского похода Суворова.
- 1809 — во время Аландской экспедиции составил генеральную карту Северной Финляндии и шведской и датской Лапландии до Нордкапа.
- 1810 — генеральная карта Японской империи на основе японских подлинников.
- 1818 — генеральная карта земель между Чёрным и Каспийским морями с нанесением новой границы между Россией и Персией масштаба 55 вёрст в дюйме
- 1820-е годы — «План битвы при селе Бородине между Российскою Армиею под начальством Генерала от инфантерии Князя Голенищева-Кутузова и Французскою Армиею под личнным предводительством Императора Наполеона. 26 августа 1812 г.»[9]
- 1826 — карта восточной половины владений Оттоманской Порты с прилежащими землями, на 12 листах.
- 1827 — генеральная карта Болгарии, Валахии и Румелии.
- 1830 — карта княжества греческого и Архипелага.
- 1831 — военная генеральная карта западной части России, на 9 листах.
- 1836 — карта военных действий российских императорских и союзных армий против французов в 1812—1814 годах, на 60 листах.

И другие.